# ماشین کوچک سفید
| اتوموبیل کوچک سفید | اتوموبیل کوچک سفید |
| ------------------ | ------------------ |
| نویسنده            | Danuta de Rhodes   |
| کشور               | انگلستان           |
| زبان               | انگلیسی            |
| ناشر               | Canongate Books    |
| سال انتشار         | ۲۰۰۴               |
| تعداد صفحه ها      | ۲۶۲                |
| isbn               | ISBN 0-7394-5157-X |

اتوموبیل کوچک سفید نوشته Danuta de Rhodes نویسنده انگلیسی در سال ۲۰۰۴ به چاپ رسیده‌است و به ۱۲ زبان مختلف ترجمه شده‌است. این کتاب به بررسی فیات اونو سفیدی می‌پردازد که هنگام تصادف اتوموبیل حاملپرنسس دایانا با ان برخورد کرد.

## خلاصه‌ای از کتاب
((ورونیکا که با دوست پسر خود در حال حرکت به سمت خانه بودند در هنگام عبور از تونل المابا سرعت زیاد مصمم است که از اتوموبیل بزرگ سیاه رنگی سبقت بگیرد اما به پشت اتوموبیل برخورد می‌کند. روز بعد او پس از شنیدن اخبار می‌گوید: وای من پرنسس را کشتم!)) بقیه این کتاب زندگی ورونیکا قبل و بعد از تصادف و تلاش‌های وی برای مخفی کردن دخالت او در تصادف را شرح می‌دهد.